# Китайцы в Казахстане
Число китайцев в Казахстане менялось с течением времени. В XIX и начале XX веков имели место различные миграции этнических меньшинств из Китая в Казахстан, например, дунгане (хуэй), бежавшие от вооружённых сил династии Цин после неудавшегося восстания 1862-1877 годов на северо-западе Китая, или уйгурский и казахский исход из Синьцзяна во время Большого скачка 1950-х годов; однако их потомки не считают себя "китайцами". Современная волна миграции из Китая началась только в начале 1990-х годов.
В результате многовековых миграций из Китая в Казахстане возникли отдельные этнические диаспоры: уйгуры — 246 449 человек (2010 г.), дунгане (хуэй) — 51 577 человек (2010 г.) и ханьцы — 3424 человека (2009 г.). Ханьские китайцы — высокоурбанизированная этническая группа: 80% живут в городах, преимущественно в Алма-Ате, Астане и Караганде, и хорошо образованы: 48,2% ханьцев имеют высшее (университетское) и профессиональное образование.

## История миграции
Во времена Монгольской империи ханьские китайцы были переселены монголами в центральноазиатские районы, такие как Бишбалык, Алмалык и Самарканд, где они работали ремесленниками и земледельцами. Даосский китайский мастер Цю Чуцзи путешествовал через Казахстан, чтобы встретиться с Чингисханом в Афганистане.
Китай и Казахстан договорились о безвизовых поездках в начале 1992 года, что привело к тому, что 150-200 китайских граждан ежедневно въезжали в Казахстан и не возвращались в Китай. Большинство из них, как полагают, просто использовали Казахстан в качестве транзитного пункта по пути в Европу. Безвизовый режим был прекращён в 1993 году. Граница между двумя странами оставалась строго контролируемой и сильно милитаризованной вплоть до совместной китайско-казахстанской декларации 1995 года, после чего подразделения Народно-освободительной армии в регионе были переброшены на границы с Таджикистаном и Афганистаном в Южном Синьцзяне. Начиная с этого момента, многие китайские торговцы начали перетекать в Казахстан. Когда Правительство Казахстана впервые открыло консульство в Урумчи в 1997 году, оно даже не выдавало визы местным жителям, но к 2004 году китайцы смогли получать деловые визы по приглашению от организации в Казахстане.
Некоторые казахстанские популярные СМИ утверждали, что к 2000 году в Казахстане было около 300 000 китайцев.
Статья официального китайского агентства новостей Синьхуа повторила эту цифру в 2009 году.  Однако официальная статистика по въезду Комитета национальной безопасности Казахстана показала только 46,0 тыс. в 2000 году, 91,5 тыс. в 2005 году, 134,9 тыс. в 2010 году и 239,6 тыс. посетителей из Китая в Казахстане в 2014 году. Среди приезжающих — граждане разных национальностей: ханьцы, казахи, уйгуры, дунганцы (хуэй), узбеки, корейцы и другие. Они прибывают с различными целями: официальные и деловые визиты, частные, туристические, трудовые, транзитные.

## Бизнес и занятость населения
Набор рабочей силы из Китая, в основном поступающей в страну в качестве сотрудников китайских компаний, начинается с 1993 года. 559 рабочих из Китая въехали в страну по утверждённой Правительством квоте для привлечения иностранной рабочей силы. Этот показатель вырос до 1457 к 2004 году, 5008 к 2006 году и 10 104 к 2010 году, что составляет 22% от общего объёма иностранной рабочей силы. Первоначально большинство из них было сосредоточено в Алма-Ате, но ещё больше распространилось на Южный и Западный  Казахстан. Они широко задействованы в энергетических и строительных компаниях. Некоторые китайцы, которые официально въехали в страну по краткосрочным деловым визам с целью торговли, также на самом деле работают в качестве рабочих китайских компаний.
В 2000-е годы активизировались независимые предприниматели, ведущие импортно-экспортный бизнес, а также крупные инвесторы. Большая часть продукции, которую продают китайские торговцы, закупается в особых экономических зонах приграничных районов Синьцзяна. Более 4000 китайских фирм или казахстанских фирм с некоторыми китайскими инвесторами официально зарегистрированы в правительстве; однако по состоянию на 2006 год только 213 из них были активны.
В Алматы есть китайский базар-барахолка, который помимо продажи местным жителям обычных товаров китайского производства, таких как электроника или продукты питания, также продаёт товары, ориентированные на китайцев, такие как китайская поп-музыка или газеты на китайском языке. В других городских районах такого нет. В 1990-е годы здесь стали доминировать уйгурские и дунганские торговцы; фактически базар расположен рядом с местом бывшего дунганского колхоза и районами традиционного уйгурского поселения в Алматы — селом Заря Востока.
Дунгане часто играли посредническую роль в деловых предприятиях между мигрантами из Китая и местным населением.

## СМИ
Синьцзянская бесплатная газета, ориентированная на китайцев в Казахстане, Hāsàkèsītăn Huáqiáo Bào (哈萨克斯坦华侨报, буквально "Казахстанская китайская эмигрантская газета), получила разрешение от правительства Казахстана в апреле 2009 года начать публикацию. Редакция планирует издавать её билингвально как на русском, так и на китайском языках, с двумя выпусками по восемь страниц каждый месяц. Газета печатается тем же отделом, который отвечает за Синьцзянскую экономическую ежедневную газету.

## Этнические казахи среди мигрантов
Правительство Казахстана стремилось содействовать постоянному переселению этнических казахов из-за рубежа в Казахстан, предоставляя им финансовую помощь и земельные гранты в приграничных районах. Тем не менее, это в конечном итоге требует от них отказаться от китайского гражданства и права на жительство; по сообщениям синьцзянских СМИ, многим позже приходится сожалеть об этом. Воссоединяющиеся с Казахстаном казахи сообщают, что им трудно интегрироваться, потому что они больше знакомы с арабской письменностью для казахского языка, которая используется в Китае, а не с кириллицей, используемой в Казахстане. Кроме того, они часто говорят только на китайском, и очень редко на русском, как на втором языке. Казахстанские репатрианты из Китая стремятся найти работу в китайских компаниях или совместных предприятиях.
По официальным данным, в 1995-2014 годах гражданство Казахстана было предоставлено в общей сложности 73 800 лицам из Китая, из которых 73 713 были казахскими репатриантами; 13 — ханьскими китайцами и 73 — представителями других национальностей (по состоянию на 1 января 2015 года).
С 1991 года и до 1 октября 2019 года в Казахстан прибыло 1,057 млн. этнических казахских репатриантов. Число оралманов из Китая составило 13,2%, или около 139,6 тысяч человек. Большинство из них сосредоточено вокруг Алматы и Восточно-Казахстанской области. Именно они составляют большинство преподавателей китайского языка в вузах Казахстана.

## Межнациональные отношения
Жители Казахстана в целом выражают нейтральное отношение к китайским мигрантам (55% респондентов в 2007 году). В 2012 году эта доля с безразличным отношением сократилась до 44%, а доля людей с «плохим» отношением увеличилась с 15 до 33%; респонденты с положительным отношением составили 23% (26% в 2007 году).
Есть даже некоторая оппозиция присутствию или дальнейшей миграции уйгуров или казахов из Синьцзяна из-за ощущения, что их присутствие может привлечь больше китайского влияния в страну. Предложение китайского правительства в 2009 году предоставить в аренду миллион гектаров степи для выращивания соевых бобов вызвало серию протестов в Алматы в декабре и январе в связи с возможностью того, что китайские рабочие будут доставлены в страну для обработки земли.
Согласно социологическому опросу 2012 года, более высокая толерантность к китайским мигрантам наблюдается среди этнических меньшинств и русских, лиц в возрасте 18-29 и 30-39 лет, а также респондентов с более высоким уровнем образования. Существует распространённое мнение, что большое и быстро растущее число китайцев женятся на гражданках Казахстана, чтобы получить постоянное место жительства в стране, но на самом деле в период с 1991 по 2007 год таких браков было всего 74.